# ウィーン地方鉄道500形電車
500形は、オーストリアの公共交通事業者であるウィーン地方鉄道が所有する電車。バリアフリーに適した超低床電車で、TW500形と呼ばれる場合もある。

## 概要
ウィーンと郊外地域を結ぶ電化鉄道路線のヴィーン - バーデン地方線を運営するウィーン地方鉄道は、2018年12月にボンバルディア・トランスポーテーション（現：アルストム）との間に、旧型電車の100形の置き換えを目的とした新型電車の発注を実施した。これを基に開発されたのが500形である。
500形はボンバルディア・トランスポーテーションが開発し、2021年以降はアルストムが展開する路面電車向け車両ブランドであるフレキシティの1車種で、両運転台式の5車体連接式車両となっている。設計に際しては障碍者団体の代表者も参加しており、バリアフリーに適した超低床電車となっている他、車椅子での往来が容易な車内レイアウトが構成されている。また、車内にはUSB対応充電器、wi-fi通信に対応した設備、情報案内システム、冷暖房が完備されている他、窓は断熱性を向上させた二重窓が用いられている。
最初の車両は2021年に完成し、同年末から営業運転を開始する予定であったが、納入スケジュールや当局からの承認の遅れから実現せず、実際に営業運転を開始したのは翌2022年12月27日となった。以降は全18両（501 - 518）が2023年中に導入されることになっており、100形は一部の予備車を除いて営業運転から撤退する事になっている。また、ウィーン地方鉄道は16両の追加発注が可能な契約を結んでいる。

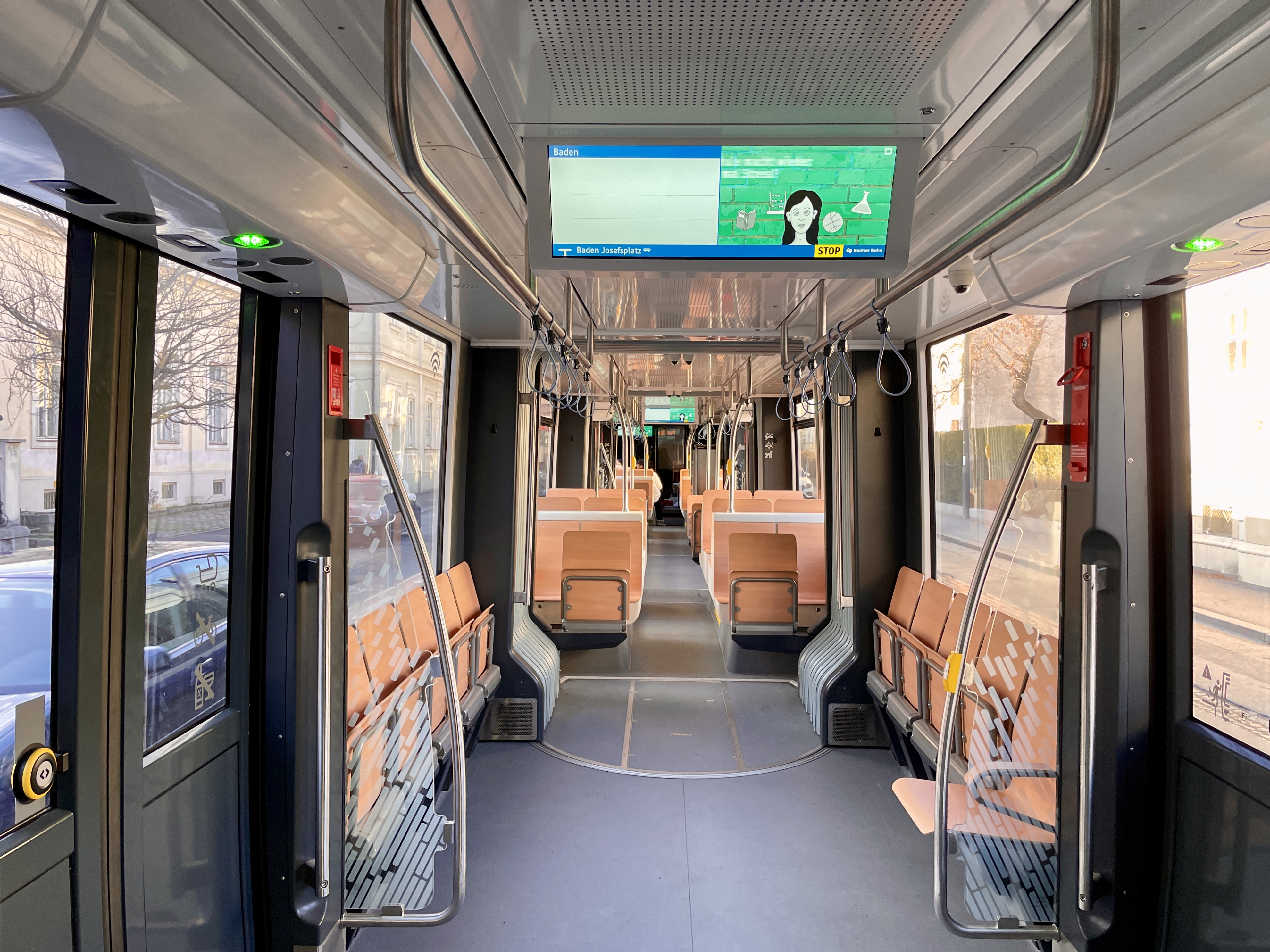
車内
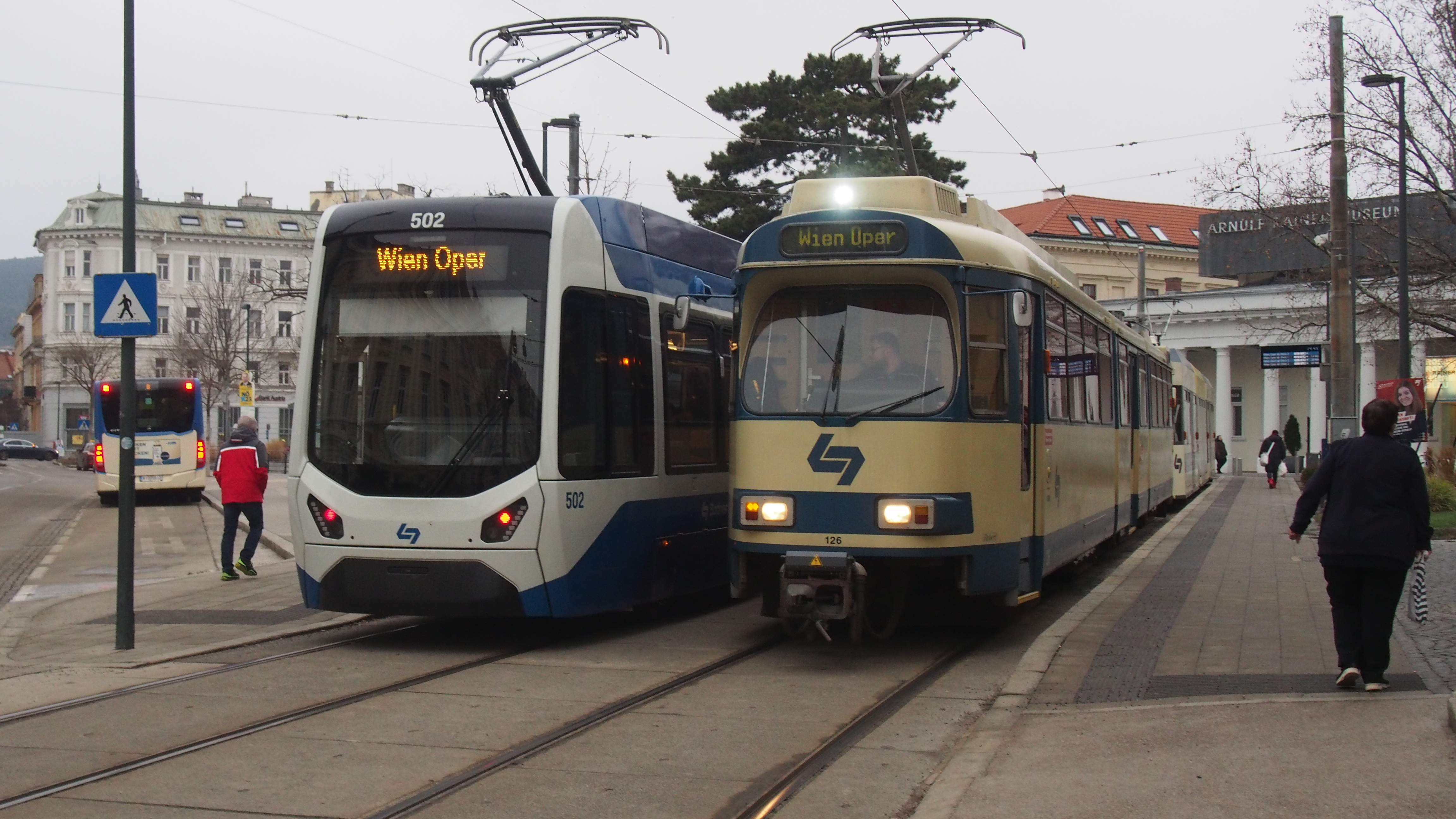
500形（左）は100形（右）の置き換え用に導入された車両である
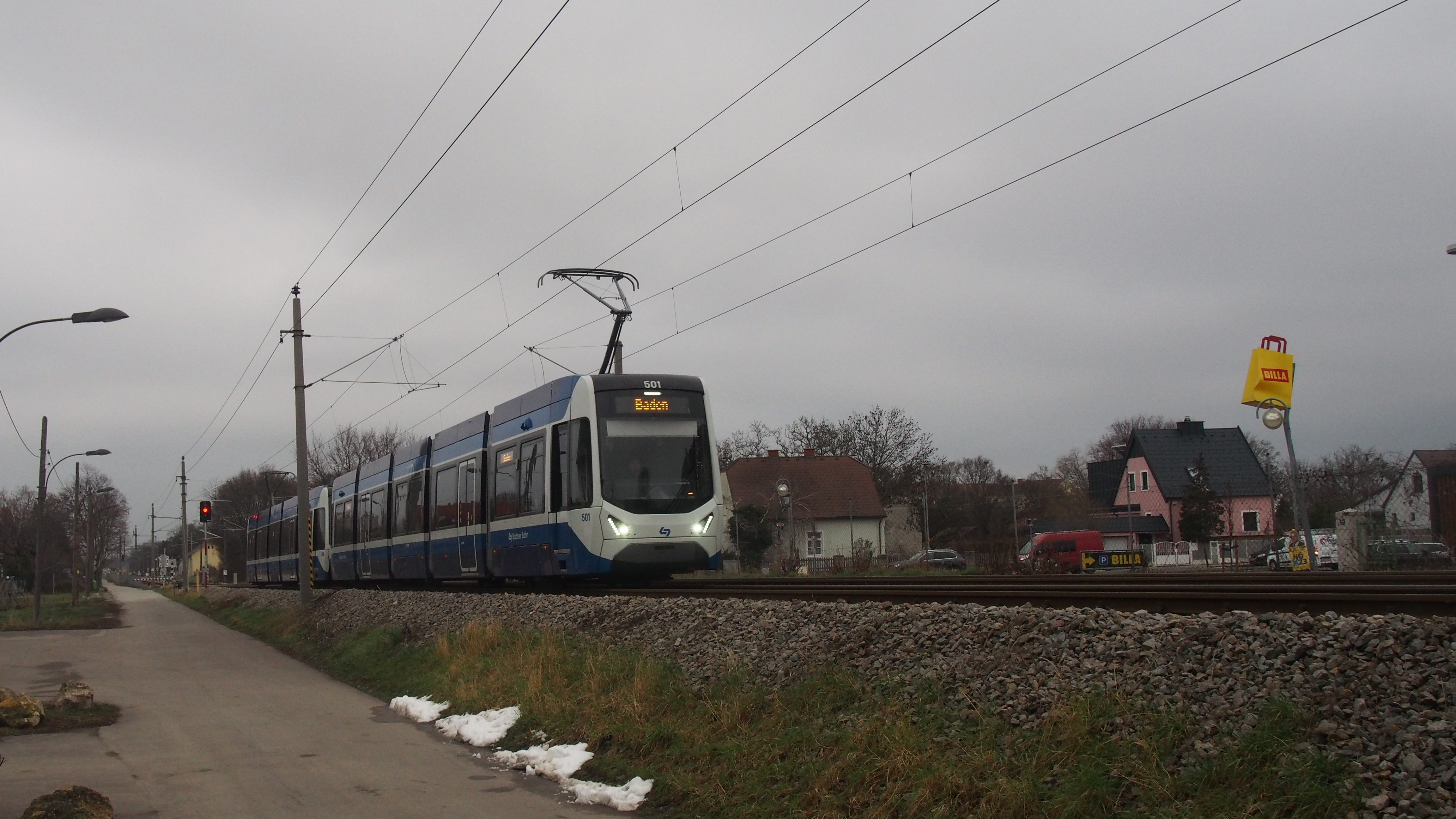
連結運転を実施する500形

## 関連項目

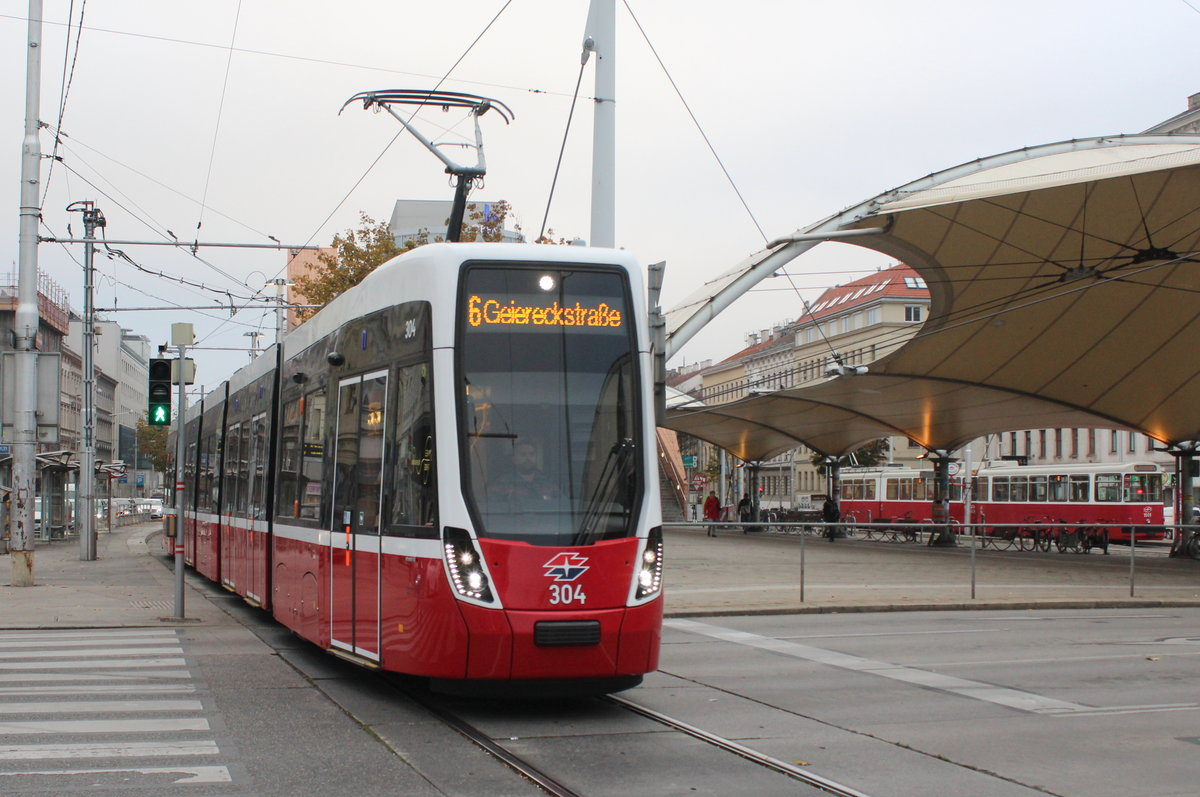
ウィーン市電D形電車
（2019年撮影）